# Domplatte

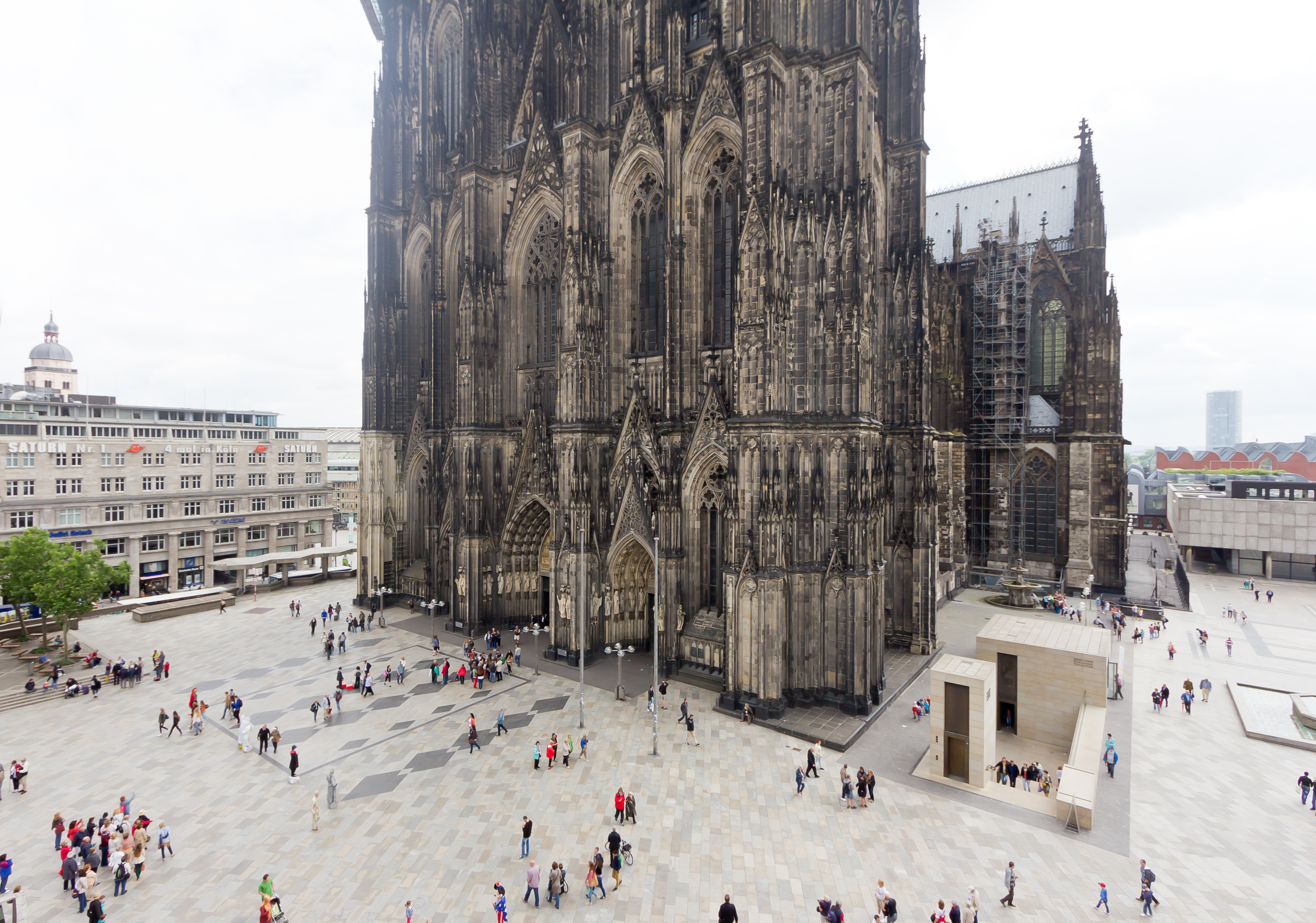
Blick auf einen Großteil der Domplatte und das Hauptportal des Doms (2013)

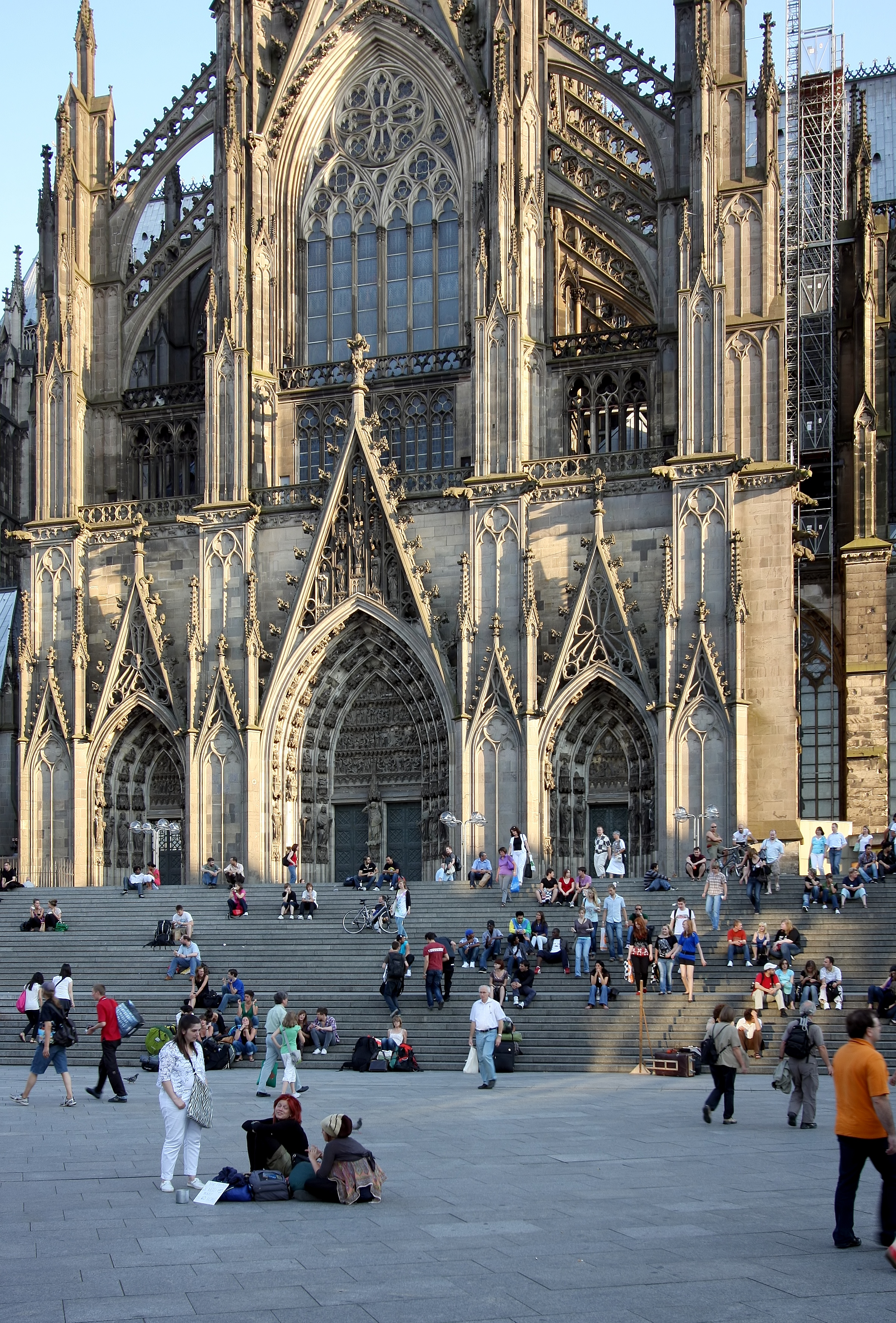
Freitreppe zur Domplatte vom Bahnhofsvorplatz aus (2009)

Domplatte ist die umgangssprachliche Bezeichnung für die den Kölner Dom seit 1970 umgebende 7000 m² große Fußgängerplattform. Sie liegt im Kölner Stadtteil Altstadt-Nord und ist mit der Stadtbahn Köln durch den U-Bahnhof Dom/Hauptbahnhof erreichbar; vom Kölner Hauptbahnhof aus erfolgt der Zugang über den Bahnhofsvorplatz und eine Freitreppe oder einen Lift. Die zur Domplatte führenden Straßen sind im Norden die Trankgasse, im Westen der Kardinal-Höffner-Platz sowie Burgmauer und Unter Fettenhennen, im Süden der Wallrafplatz sowie das Domkloster und im Osten Am Domhof. Die Domplatte ist ein Bereich für Fußgänger, mit dem „die Domumgebung vollständig neu erfunden“ wurde, weil sie die Stadt auf die Höhe des Domes angehoben hat.

## Baugeschichte

### Bau der Domplatte
Die Ergebnisse eines im Februar 1956 gestarteten internationalen Wettbewerbs zur Umgestaltung der Domumgebung wurden nicht realisiert, lieferten jedoch die Vorlagen für die Grundentscheidung, das Bodenniveau rund um den Dom genau auf das der Eingangsportale anzuheben. Stattdessen selektierte die Stadtverwaltung einzelne Planungsobjekte und begann mit eigenen Konzepten. Im Mai 1964 begannen die Bauarbeiten für die unterirdische Stadtbahn Köln in der Trankgasse/Komödienstraße. Der Bau der unterirdischen Stadtbahn erleichterte die Neuordnung der Domumgebung, zumal die oberirdisch verlaufende Straßenbahn wegfiel. 1967 begannen die Bauarbeiten für das Römisch-Germanische Museum (Eröffnung: 4. März 1974), das die letzte Baulücke auf der Domplatte schloss – allerdings durch eine Verkleinerung des ursprünglich gärtnerisch gestalteten Roncalliplatzes. Bereits 1971 war die 1969 begonnene zweigeschossige Tiefgarage für 613 Kfz fertiggestellt worden (unterhalb der westlichen und südlichen Domplatte).
Der Wettbewerb für die Entwicklung der Domplatte fand 1964 statt. Der Gewinner Fritz Schaller begann mit den Bauarbeiten im Jahre 1968; für ihn bedeutete sie eine „Integration des Doms in das Stadtgefüge und seine Befreiung aus der räumlichen Isolierung“. Er konzipierte eine Anhebung des Fußgängerterrains auf das Höhenniveau der Domportale, die bis dahin nur durch Treppen zugänglich waren. Dadurch musste der historische Domhügel entfallen. Die betonierte, mit mehrfarbigem Granitpflaster bedeckte Plattform umgibt den gesamten Dom, sodass die Treppen nunmehr – in größerer Entfernung vom Dom – an der Westseite zum Verkehrsamt oder an der Nordseite zum Bahnhofsvorplatz führen. Ein schwieriges Problem war die Gestaltung der Domplatte zum Hauptbahnhof hin. Hier überbrückt sie die Trankgasse, eine der verkehrstechnisch wichtigen Straßen für den Kraftverkehr, die als Ost-West-Achse den Durchgangsverkehr zum Rheinufer bewältigt. Eine skulpturale Treppe führte zum Bahnhofsvorplatz und überbrückte die Höhendifferenz. Der erste Teil der Domplatte wurde am 7. Juli 1970 dem Fußgängerverkehr übergeben; die Übergabe der gesamten Domplatte erfolgte im Oktober 1970.

### Spätere Entwicklung
Wettbewerbe brachten 1988 eine Teilerneuerung der Domplatte. Im September 2009 beschloss der Rat der Stadt Köln die Entwicklung eines städtebaulichen Gesamtkonzepts für die Domumgebung mit dem Ziel, mit wenigen präzise gesetzten Interventionen wieder einfach lesbare räumliche Situationen mit Aufenthaltsqualitäten auf allen Ebenen und in allen Bereichen zu erzeugen. Dadurch soll die Domplatte zum zentralen Anlaufpunkt der Stadt werden. Die Stadt betraute im April 2003 Christian Schaller (* 1937), den Sohn Fritz Schallers, mit der Neugestaltung der 70 Meter breiten und 5 Meter hohen Freitreppe zum Bahnhofsvorplatz, übergeben am 10. August 2005. Sie entsprach weitgehend einem Alternativentwurf seines Vaters aus dem Jahr 1964, der damals von der Stadt abgelehnt worden war. Im August 2013 begann zwischen Dom, Römisch-Germanischem Museum, Museum Ludwig und Hauptbahnhof die Umgestaltung der östlichen Domumgebung. Die gesamte obere Ebene rund um den Domherrenfriedhof sowie die darunterliegende Straßenebene zwischen Trankgasse und Kurt-Hackenberg-Platz wird städtebaulich durch breite Wege für Fußgänger, ein neues Beleuchtungskonzept, großzügige geradlinige Treppenbereiche und den Abriss eines Teils des Trankgassentunnels neu gestaltet.
Windiges und sehr feuchtes Wetter sowie starke Temperaturschwankungen begünstigen das Loslösen von Fassadenteilen. Vor aufziehenden Stürmen wird die Domplatte deshalb regelmäßig gesperrt. Trotz häufiger Kontrollen der Fassaden mit Drohnen, Hebebühnen und anderen Mitteln stürzen immer wieder Gesteinsbrocken ab. 2012 stürzte ein schuhkartongroßer Brocken in die Tiefe und zerschellte an der Fassade. Die Bruchstücke verletzten einen Mann vor dem Hauptportal. Im November 2014 fiel ein 1,5 kg schweres Steinstück auf den Roncalliplatz, ohne jemand zu verletzen.

## Bedeutung und Kritik

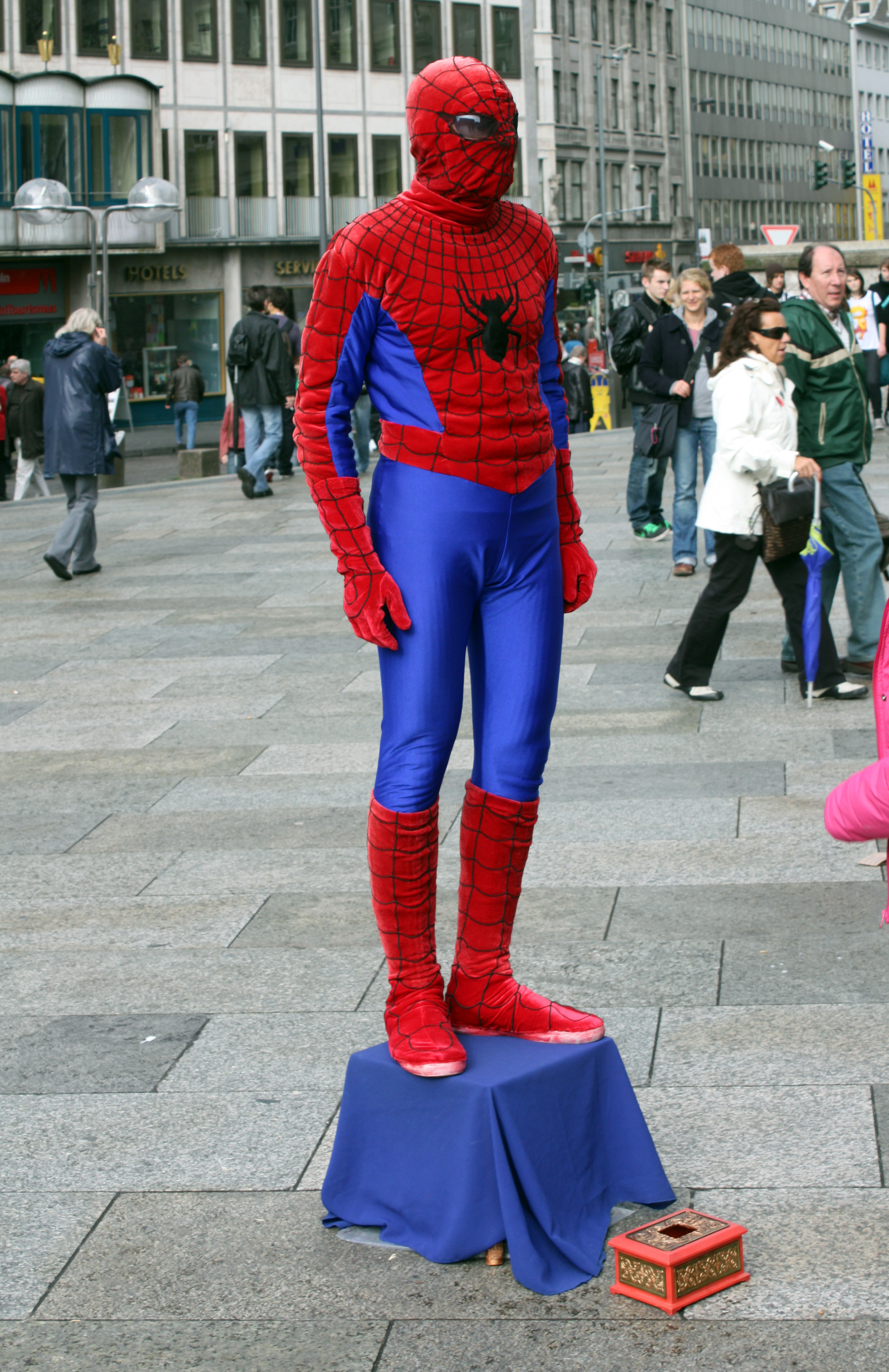
Ein Spider-Man-Darsteller als Lebende Statue auf der Domplatte (2009)

„Auf der Domplatte und dem Roncalliplatz ist immer etwas los. … Für Skater und Rollschuhfahrer, für Akrobaten, Straßenmusikanten und Pflastermaler werden die Flächen im Schatten der ehrwürdigen Kathedrale zur privaten Freilichtbühne.“ Die Domplatte ist zusammen mit dem Roncalliplatz die am höchsten frequentierte Fußgängerzone Kölns. Als am 13. Oktober 1970 der japanische Kaiser Hirohito Köln besuchte, erwies sich die Domplatte als ideale Besucherbühne. Seitdem finden auf ihr und insbesondere dem Roncalliplatz Veranstaltungen statt wie der größte Kölner Weihnachtsmarkt oder Open-Air-Konzerte, etwa von Frank Sinatra (Abschiedskonzert am 6. Juni 1993), Liza Minnelli (15. Juni 1997), den Bläck Fööss (zum 40-jährigen Jubiläum, 5. September 2010), BAP (zum 35-jährigen Jubiläum, 27. Mai 2011) sowie zum Gedenken an Trude Herr (Sommer 1995). Ein strenges Regelwerk lässt jährlich höchstens sechs Großveranstaltungen zu, ausgenommen hiervon sind lediglich Gottesdienste. Die umstrittene Kölner Klagemauer wurde im Mai 1997 durch das Oberlandesgericht Köln verboten, seit September 2011 kann der Ordnungsdienst Skateboard-Fahren auf der Domplatte als nicht erlaubte Sondernutzung mit Verwarnungsgeld ahnden.
Die Domplatte nebst Dom wurden in der Sendung vom 22. September 2006 in der ZDF-Reihe „Unsere Besten“ zum beliebtesten Ort in Deutschland gewählt. Der „massive Betongürtel rund um die Kathedrale“ wurde aber auch immer wieder stark kritisiert und gar als „Kölns größter Schandfleck“ bezeichnet. Zwar befreite die Domplatte den Dom aus seiner verkehrsumflossenen Insellage, doch ließ die Betonierung öde Landschaften entstehen, brachte (durch das Wildpinkeln) übel riechende Ecken und schuf Treffpunkte sozialer Randgruppen. Dem Dom seien mit der Domplatte „die Füße geraubt“ worden.